# Hopalong-Nunatak
Der Hopalong-Nunatak ist ein 1450 m hoher Nunatak im ostantarktischen Coatsland. Er ist der westlichste und höchste der Whichaway-Nunatakker im Transantarktischen Gebirge.
Die erste Kartierung nahmen 1957 Teilnehmer der Commonwealth Trans-Antarctic Expedition (1955–1958) vor. Sie benannten ihn nach einem australischen Slang-Wort für Kängurus zu Ehren des australischen Geologen Philip Jon Stephenson (1930–2011), einem Teilnehmer an der ersten erfolgreichen Durchquerung der Antarktis auf dem Landweg.